# John Gotti

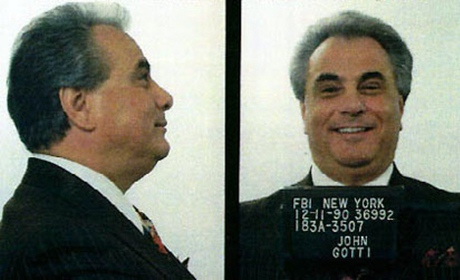
John Gotti

John Joseph Gotti (ur. 27 października 1940 w Nowym Jorku, zm. 10 czerwca 2002 w Springfield) – amerykański mafioso pochodzenia włoskiego, przywódca nowojorskiej rodziny mafijnej Gambino.
Jego rodzicami byli John Joseph Gotti Sr. i Fannie. Miał jedenaścioro rodzeństwa, m.in. Gena, Petera, Richarda, Vincenta, Carmine i Mary Beth.
W grudniu 1985 przejął kontrolę nad klanem Gambino. Zlecił wówczas zabójstwo dotychczasowego bossa Paula Castellano i jego ochroniarza Thomasa Bilottiego. Kierował jedną z najprężniej działających organizacji mafijnych w USA. Został aresztowany w 1990. W 1992 skazany na karę dożywotniego więzienia bez możliwości ubiegania się o przedterminowe zwolnienie. Wśród wielu zarzutów, jakie mu postawiono, były m.in. morderstwa, oszustwa, przestępstwa podatkowe.
Zmarł na raka krtani.

## Życiorys (chronologia)
- 1950 – Rodzina Gottich przenosi się do Sheepshead.
- 1952 – Rodzina Gottich przenosi się do East New York.
- 1954 – Pierwszy kontakt Gottiego z wymiarem sprawiedliwości. Został złapany, gdy wraz z przyjaciółmi znęcał się nad pewnym mężczyzną. Pomimo błagań o litość, wsadzili mu nogi do wiadra z cementem i zgniatali palce u jego stóp. Z powodu uszkodzeń ciała mężczyzna był poddany hospitalizacji.
- 1956 – Gotti przyłącza się do ulicznego gangu Fulton Rockaway Boys. Mają już wtedy pod kontrolą szkołę średnią.
- maj 1957 – Gotti zatrzymany za walkę pomiędzy gangami.
- 1958 – Gotti skazany za próbę włamania.
- 1959 – Gotti zatrzymany za bezprawny atak na zgromadzenie i hazard. Dostaje 60 dni w zawieszeniu.
- 1960 – Gotti spotyka się przypadkowo z Wiktorią DiGiorgio. Spotkanie jest początkiem ich miłości.
- marzec 1962 – Gotti poślubia Wiktorię DiGiorgio.
- 1963 – Gotti zostaje zatrzymany za kradzież samochodu reporterskiego z AVIS. Odsiaduje wyrok 20 dni aresztu.
- styczeń 1965 – Gotti zatrzymany za bezprawne wtargnięcie do wytwórni nagraniowej i kradzież kilku nagrań.
- październik 1965 – Gotti oskarżony o drobną kradzież na Brooklynie.
- 1966 – Gotti zostaje zaprzysiężony przez La Cosa Nostra i przystaje do rodziny Gambino. Tego samego roku zostaje uwięziony za ponowne bezprawne wtargnięcia i drobne kradzieże.
- 1967 – Gotti zatrzymany za federalne przestępstwo wyłudzania haraczy od Portu Kennedy’ego.
- 1968 – Gotti zatrzymany przypadkowo za przestępstwo stanowe (porwanie). Sędziowie uznają go winnym i zostaje skazany.
- 1969 – Gotti odwołuje się od wyroku i dowodzi swojej niewinności. Wtedy władze podciągnęły czyn porwania pod przestępstwo federalne. Dostaje 3 lata. Wyrok odsiaduje w więzieniu USP Lewisburg w Pensylwanii. W więzieniu FBI zakłada mu nielegalny podsłuch, przez co sprawa o kolejne haracze zostaje oddalona.
- styczeń 1972 – Gotti wychodzi na wolność.
- 1973 – Gotti wykonuje osobistą przysługę dla Carlo Gambino, bossa rodziny. Ma zabić McBratneya, który wcześniej zabił siostrzeńca Carla. Gotti zgadza się. Jedzie wraz z Ralphem „Ralphie” Galione, żołnierzem Paula Castelano, „zastępcą” rodziny Gambino, do baru. McBratney zostaje zabity przez Ralpha „Ralphiego” Galione 22 maja w barze.
- 3 czerwca 1974 – John zostaje zatrzymany w Queens za morderstwo McBratneya.
- 1975 – Ława przysięgłych uznaje Gottiego winnym zabójstwa i skazuje go na 2 lata więzienia w Green Haven. Jednak Gotti twierdził, że był to przypadek.
- październik 1976 – Carlo Gambino umiera, a na łożu śmierci mianuje następcą Paula Castelano.
- listopad 1976 – Paul Castellano oficjalnie zostaje bossem rodziny Gambino.
- 28 lipca 1977 – Gotti wychodzi z więzienia już jako Capo rodziny, którym mianował go Carlo.
- 18 marca 1980 – 12-letni syn Gottiego, Frank, ginie w wypadku rowerowym. Sprawcą przypadkowego potrącenia był sąsiad Gottiego.
- 1981 – Diane Giacalone zaczyna śledztwo przeciwko Gottiemu.
- wrzesień 1984 – Romuald Piecyk oskarża Gottiego o brutalne pobicie go oraz o pobieranie opłat za parkingi. Gotti znów zostaje zatrzymany.
- 2 grudnia 1985 – umiera Aniello Dellacroce, przyjaciel i mentor Gottiego.
- 16 grudnia 1985 – Paul Castellano i Thomas Bilotti zostają zamordowani pod Spark’s Steak House. Gotti znów zostaje zatrzymany za przestępstwa federalne.
- 16 stycznia 1986 – Gotti staje się bossem rodziny Gambino. Sprawa Romualda Piecyka zostaje oddalana z braku dowodów, ponieważ Piecyk nie pamięta, kto go zaatakował.
- kwiecień 1986 – Federalna sprawa przeciwko Gottiemu o zamordowanie Franka DeCicco (domniemanego następcy szefa rodziny), który zostaje zamordowany w samochodzie pułapce. Widocznie myślał, że nie jest zagrożeniem dla Johna Gottiego. Przez to próba usadzenia całej rodziny Gambino zostaje oddalona.
- 7 maja 1986 – Unia stolarzy zostaje pomówiona i obrażona przez Johna O’Connera, który nazwał Gambino śmieciami za to, że prowadzili wysypisko śmieci oraz za nowo powstałe wysypisko – szkodliwe dla okolicznych mieszkańców. Dodał również, że Gambino nie zatrudnili Unii Robotniczej.
- 13 maja 1986 – Gwarancja Gottiego została odwołana, a Gotti złożył 6 podań do MCC.
- 18 sierpnia 1986 – FBI znów zaczyna sprawę federalną przeciwko Gottiemu.
- 6 marca 1987 – Diane Giacalone przedstawia swoje akty oskarżenia, które trwa 5 godzin i zawiera błędne imiona i fakty.
- 13 marca 1987 – Ława przysięgłych uznała Gottiego niewinnym zarzucanych mu czynów. Chodziło o przestępstwo unikania podatku dochodowego.
- połowa stycznia 1989 – Gotti zatrzymany za opłacanie morderców i konspirowanie w celu pozbawienia życia Johna O’Connera. Ostatecznie uniewinniony od zarzutów.
- 9 lutego 1990 – Gotti zostaje ponownie zatrzymany za dawanie łapówek.
- 22 kwietnia 1990 – Gotti Jr. bierze ślub w wieku 26 lat.
- 12 grudnia 1990 – Akt oskarżenia w sprawie RICO. Zarzuty m.in. w sprawie zabójstwa Paula Castelano wykonanego przez zastępcę Johna Salvatore Gravano oraz Franka Locascio. Wszyscy oni zostają zatrzymani w Ravenite Club w Little Italy i osadzeni w aresztach.
- koniec lipca 1991 – Bruce Cutler, prawnik rodziny Gambino, zostaje odsunięty od sprawy, a Gottiemu zostaje przyznany prawnik z urzędu.
- listopad 1991 – Sammy Gravano jest zagrożony dożywociem, chyba że poda cała rodzinę Gambino „jak na talerzu”. Gravano przyznaje się do 19 morderstw. Sammy „Byk” staje się Sammym „Szczurem” i Sammym „Kłamcą”.
- 21 stycznia 1992 – Zaczyna się rozprawa sądowa.
- 2 marca 1992 – Przed sądem staje Gravano, przyznaje się do zarzucanych mu czynów, sprzedaje całą rodzinę i zostaje skazany na 3 lata.
- 2 kwietnia 1992 – Gotti zostaje oskarżony o 13 przestępstw i zostaje skazany na dożywotnie więzienie bez możliwości zwolnienia warunkowego.
- 24 czerwca 1992 – o godzinie 7:35 Gotti zostaje dostarczony do Więzienia Marion w Illinois.
- 8 października 1993 – Gotti odwołuje się od wyroku. Jego prawnik Bruce Cutler argumentuje, że został niesłusznie odsunięty od sprawy. Apelacja zostaje odrzucona.
- 10 czerwca 1994 – Bruce Cutler zostaje skazany na 90 dni aresztu domowego, 5000$ grzywny, odsunięty na 6 miesięcy od każdej sprawy oraz skazany na 600 godzin robót publicznych za nakłanianie ławy przysięgłych do wyroku uniewinniającego w ostatniej sprawie Gottiego.
- 4 stycznia 1996 – Gotti i jego prawnicy składają dokumenty mające zdyskredytować Sammy’ego Gravano.

## W popkulturze
John Gotti został sportretowany w kilku filmach; najbardziej znany to Gotti z Armandem Assante w roli tytułowej.
John Gotti był również tematem utworu o nazwie „Gotti”, który wykonali polscy raperzy – Avi, Louis Villain oraz Borixon.